# Giorgio Orsoni
Pour les articles homonymes, voir Orsoni.
Giorgio Orsoni, né le 29 août 1946 à Venise (Italie), est un homme politique italien. Il a été le maire de Venise de 2010 à 2014.

## Affaires judiciaires
En juin 2014, un énorme scandale financier lié au projet Mose éclate, mettant en cause une centaine de personnes qui auraient effectué des détournements d'argent public, dont le maire de Venise, Giorgio Orsoni, qui a été interpellé ,. Les autorités judiciaires,  estiment à 1 milliard d'euros les sommes en jeu, soit un cinquième du coût final de la construction du projet Mose.